# Joseph Rymal
Pour les articles homonymes, voir Rymal.
Joseph Rymal (17 novembre 1821-15 décembre 1900) est un homme politique canadien de l'Ontario. Il est député fédéral libéral de la circonscription ontarienne de Wentworth-Sud de 1867 à 1882.

## Biographie
Né à Barton Township, aujourd'hui Hamilton dans le Haut-Canada, il est le fils de Jacob Rymal, réformateur de l'Assemblée législative du Haut-Canada avec William Lyon Mackenzie.
Élu en 1857 représentant de South Wentworth à l'Assemblée législative de la province du Canada comme un réformiste, il continue de représenter la circonscription après la Confédération canadienne malgré son opposition initiale. Il quitte la vie politique en 1882.
Il meurt sur sa ferme de Barton Township d'une courte maladie en 1900.